# Ramona Mallory
Ramona Mallory ist eine US-amerikanische Schauspielerin.

## Leben
Mallory ist die Tochter der US-amerikanischen Sängerin und Schauspielerin Victoria Mallory (1948–2014) und des Schauspielers Mark Lambert (* 1952). Sie machte einen Abschluss am Swedish Institute a College of Health Sciences. 2009 spielte sie im Theaterstück A Little Night Music die Rolle der Anne Egerman am Broadway Revival. Erste Filmrollen übernahm sie in den Kurzfilmen 2009 in Tomorrow und 2010 in Grey. Drei Jahre später folgte ihr Filmschauspieldebüt in The Penny Dreadful Picture Show. 2014 übernahm sie die weibliche Hauptrolle der Roxy im Tierhorrorfilm Piranha Sharks. Für diesen Film trat sie zusätzlich als Filmkomponistin, Sängerin des Soundtracks, Produzentin und Filmeditorin in Erscheinung. 2017 war sie als Darstellerin im Film Dark Roads 79 zu sehen.

## Filmografie (Auswahl)
- 2009: Tomorrow (Kurzfilm)
- 2010: Grey (Kurzfilm)
- 2013: The Penny Dreadful Picture Show
- 2014: The Lost Girls
- 2014: Piranha Sharks
- 2015: Extracurricular Activities
- 2017: Dark Roads 79

## Theater (Auswahl)
- 2009: A Little Night Music, Broadway Revival